# Lamaní
Lamaní es un municipio del departamento de Comayagua en la República de Honduras.

## Toponimia
El origen del nombre dado al municipio, Lamaní, proviene de la lengua mesoamericana que significa "Lugar de Alfareros".

## Límites
El municipio está ubicado al extremo sur del Departamento de Comayagua, teniendo frontera con el Departamento de Francisco Morazán y el Departamento de La Paz. 
En el sur pasa el Cerro Picacho de la Tablazón, y al oeste se ubica el Cerro de Agua Blanca. Además, está situada alrededor del Río Jute o Río Lamaní. 
| Orientación | Límite                                           |
| ----------- | ------------------------------------------------ |
| Norte       | Municipio de San Sebastián, Comayagua            |
| Norte       | Municipio de Humuya, Comayagua                   |
| Norte       | Municipio de Villa de San Antonio, Comayagua     |
| Sur         | Municipio de Aguanqueterique, La Paz             |
| Sur         | Municipio de Lepaterique, Francisco Morazán      |
| Este        | Municipio de Distrito Central, Francisco Morazán |
| Oeste       | Municipio de Guajiquiro, La Paz                  |

La cabecera municipal, Lamaní, se ubica en el centro-norte del municipio.

## Clima
La temperatura en verano e invierno varían entre la máxima de 90° a 40° Fahrenheit.

## Historia
Este municipio fue fundado por desconocido en el año 1684. Este en aquel tiempo tomaba el nombre de Manianí. Previamente, se encontraba escrito en el registro de pueblos nativos de la Provincia de Honduras en 1582. Más tarde, contaba con un total de 15 habitantes al mandato del Licenciado Dionisio de Herrera.

## Alcalde
Su alcalde municipal actual: Nelly Bonilla por el período 2022-2026.

## Economía
Entre las principales ocupaciones, los habitantes de Lamaní se dedican a la agricultura, de los cuales producen granos básicos y frutas como mangos sandía guayaba y pepino.
Entre la principal ganadería en el municipio están las gallinas, bovinos, equinos y porcinos. Además están los patos y los conejos.

## División Política
Aldeas: 8 (2013) 
Caseríos: 67 (2013) 
| Código | Aldea       |
| ------ | ----------- |
| 030701 | Lamaní      |
| 030702 | Guachipilín |
| 030703 | Lagunetas   |
| 030704 | Las Mesetas |
| 030705 | Mulacagua   |
| 030706 | Ojo de Agua |
| 030707 | Tablazón    |
| 030708 | Valladolid  |

## Hijos destacados
| Nombre                       | Mérito                                                              |
| ---------------------------- | ------------------------------------------------------------------- |
| Fernando "el Azulejo" Bulnes | Futbolista. Jugó para el Atlético Español entre los años 1965-1966. |